# Сент-Мор, Элджернон, 14-й герцог Сомерсет
Элджернон Перси Бэнкс Сент-Мор (англ. Algernon Percy Banks St Maur; 22 декабря 1813, Лондон, Великобритания — 2 октября 1894, Уэлс, Сомерсет, Великобритания) — британский аристократ, 14-й герцог Сомерсет, 14-й барон Сеймур и 12-й баронет Сеймур с 1891 года.

## Биография
Элджернон Сент-Мор родился 22 декабря 1813 года в Лондоне и стал третьим сыном Эдуарда Сеймура, 11-го герцога Сомерсета, и его жены Шарлотты Гамильтон. Получил образование в Итонском колледже, служил в королевской конной гвардии в чине капитана. После смерти старших братьев Эдуарда (1885) и Арчибальда (1891) он стал 14-м герцогом Сомерсетом.
Сент-Мор был женат с 17 мая 1845 года на Горации Изабелле Гарриет Мориер (1819—1915), дочери Джона Мориера и Горации Сеймур. В этом браке родились четверо сыновей:
- Элджернон Сент-Мор (22 июля 1846 — 29 октября 1923), 15-й герцог Сомерсет[6];
- Перси (11 ноября 1847 — 16 июля 1907), был женат на Вайолет Уайт, стал отцом трёх дочерей[7];
- Эрнест (11 ноября 1847 — 21 мая 1922), женат на Доре Констебл, бездетен[8];
- Эдуард (7 февраля 1849 — 15 сентября 1920), женат на Лилиан Стэнхоуп, бездетен[9].